# 阿里夫·哈基莫夫
阿里夫·哈基莫夫，（俄语：Ариф Хакимов，1911年12月24日（格里历：1912年1月4日）—1982年4月29日），乌兹别克族，苏联党和国家领导人。曾任乌共（布）安集延州委书记、卡拉卡尔帕克苏维埃社会主义自治共和国党委书记、苏尔汉河州委第一书记；乌兹别克苏维埃社会主义共和国部长会议主席、农业部副部长、国家林业委员会主席等职务。

## 生平
- 1912年1月4日出生于费尔干纳州扬吉库尔干。
- 1928年-1930年，费尔干纳师范学院学习。
- 1930年-1936年，乌兹别克苏维埃社会主义共和国各区报刊文员、责任秘书、编辑部部长。
- 1936年-1940年，费尔干纳师范学院学习。1940年加入联共（布）。
- 1940年-1942年，费尔干纳师范学院教师。
- 1942年，乌共（布）费尔干纳州委组织部党组书记。
- 1942年-1944年，联共（布）中央高级党校学习。
- 1944年-1950年，乌共（布）安集延州巴利钦、斯大林（现萨里汗）、伏罗希洛夫（现库尔干特帕）区委第一书记；安集延州委书记。
- 1950年-1952年，乌共（布）卡拉卡尔帕克苏维埃社会主义自治共和国党委书记。
- 1952年-1961年7月，乌共苏尔汉河州委第一书记。期间，1956年-1959年，乌兹别克苏维埃社会主义共和国最高苏维埃主席。
- 1961年7月-1970年7月，乌兹别克苏维埃社会主义共和国农业部副部长。1967年获农学博士候选人资格。他参与研究的棉花品种“苏尔汉河”产量高达每公顷收获40公担。
- 1970年7月-1975年，乌兹别克斯坦苏维埃社会主义共和国国家林业委员会主席。
- 1975年起退休。
- 1982年4月29日于塔什干逝世，享年70岁。

哈基莫夫是苏共20-21大代表；第5届苏联最高苏维埃民族院代表。

## 荣誉
- 列宁勋章
- 三次劳动红旗勋章
- 荣誉勋章